# Loxoconcha bonaducei
Loxoconcha bonaducei is een mosselkreeftjessoort uit de familie van de Loxoconchidae. De wetenschappelijke naam van de soort is voor het eerst geldig gepubliceerd in 1971 door Ciampo.